# Chrysochlorosia
Chrysochlorosia is een geslacht van vlinders van de familie spinneruilen (Erebidae), uit de onderfamilie Arctiinae.

## Soorten
- C. callistia Hampson, 1900
- C. magnifica Schaus, 1911
- C. splendida Druce, 1885
- C. superba Druce, 1910